# 5Р-42 Пугач
5Р-42 Пугач (рос. «5Р-42 Филин») — психотронна зброя, що розроблена спеціалістами Санкт-Петербурзького інституту людського мозку і має надшкідливу когнітивну дію. Установка виробляє швидкі імпульси високоінтенсивних світлових променів, за рахунок яких у жертв виникають такі симптоми як сильна нудота, засліплення, дезорієнтація у просторі, візуальні, звукові та аудіальні галюцинації. Відомо, що зброя вже пройшла випробування та була встановлена на фрегати «Адмірал Касатонов» та «Адмірал Горшков».

## Юридичні аспекти
- Нову зброю не можна класифікувати як зброю масового ураження, оскільки вона не має летального характеру, не може спричинити великих людських втрат чи масштабних руйнувань.
- Цю зброю не можна віднести і до жодного із заборонених видів зброї, хоча вона і схожа на них за дією: негативні наслідки виникають внаслідок випромінювання — як у ядерної зброї; можливі отруєння та враження внутрішніх органів — як у хімічної; висока імовірність виникнення захворювань — як у біологічної.
- Природа нового засобу ведення війни суперечить гуманістичним ідеалам, закріпленим у Статуті ООН, а її створення та розповсюдження несе загрозу ключовому колективному праву людства — праву на мирне співіснування.
- В сучасному міжнародному гуманітарному праві не існує прямих заборон створення галюциногенної зброї. Проте, все одно існує в основоположних актах галузі цілий ряд норм і принципів, на основі яких її розробка, розповсюдження чи використання можна якщо і не заборонити, то хоча б обмежити.

## Джерело
- Новий виклик міжнародного гуманітарного права зброя на нових фізичних принципах — Human Rights in Ukraine